# بيتر موريس (قسيس)
بيتر موريس (بالإنجليزية: Peter Maurice)‏ هو قسيس بريطاني، ولد في 14 أبريل 1951.